# Sabeer Bhatia

Sabeer Bhatia, 2024

Sabeer Bhatia (* 30. Dezember 1968 in Chandigarh, Indien) ist ein indisch-US-amerikanischer Elektronikentwickler und Geschäftsmann. Zusammen mit Jack Smith startete er im Jahre 1996 den E-Mail-Dienst Hotmail und verkaufte diesen bereits im Folgejahr für 400 Millionen US-Dollar an Microsoft.

## Leben und Wirken

### Schulische und universitäre Ausbildung
Sabeer Bhatia wurde am 30. Dezember 1968 in der Stadt Chandigarh im Norden Indiens geboren. Sein Vater, Baldev Bhatia, war Captain bei der Indischen Armee als Teil der Indischen Streitkräfte und seine Mutter, Daman, arbeitete für die Central Bank of India. Er hat eine Schwester namens Samina. Der von den Punjabis abstammende Bhatia besuchte unter anderem die Bishop’s School in Pune im Bundesstaat Maharashtra und danach die Saint Joseph’s Boys’ High School, eine Jesuitenschule im noch weiter südlich gelegenen Bangalore im Bundesstaat Karnataka. Im Jahr 1988 erhielt Bhatia, der bis zu diesem Zeitpunkt Student am Birla Institute of Technology and Science, Pilani in der Stadt Pilani im Bundesstaat Rajasthan gewesen war, ein Stipendium für das California Institute of Technology mit Sitz in Pasadena im US-Bundesstaat Kalifornien. Nachdem er im September 1988 im Alter von 19 Jahren mit 250 US-Dollar in Los Angeles angekommen war, schloss er seine Studien im darauffolgenden Jahr mit einem Bachelor of Science an der Caltech ab. Zu diesem Zeitpunkt hatte Bhatia noch vor, nach seinem Studienabschluss in seine Heimat zurückzukehren, um dort bei einem großen indischen Unternehmen unterzukommen. Als Graduate Student an der Stanford University kam er zu Brownbag-Lungeons im Keller des Terman Auditoriums, wo Unternehmer wie Scott McNealy, Steve Wozniak oder Marc Andreessen ihre Reden vor ausgewählten Studenten hielten. Seinen Master in Elektrotechnik (engl. Electrical Engineering) machte er ebenfalls an Stanford, wobei sein Hauptaugenmerk auf dem Ultra Low Power VLSI Design lag.
Nach seinem Abschluss an der Stanford im Jahre 1992 entschied sich Bhatia doch gegen eine Rückkehr nach Indien und blieb stattdessen in den Vereinigten Staaten, wo er einen Job bei Apple bekam. Dort begann zu dieser Zeit auch der gleichaltrige Jack Smith zu arbeiten. Von 1992 bis 1993 arbeitete er als Chip Designer sowie als Design Engineer. In weiterer Folge besuchte er Cocktailpartys der TiE (kurz für The IndUS Entrepreneurs), einer internationalen Nonprofit-Organisation zur Förderung des Unternehmertums. Dort traf er immer wieder auf Personen, die ihre Unternehmen für mehrere Millionen Dollar verkauft hatten. Die Geschichten, die er hiervon mitnahm, erzählte er dann immer wieder seinem Kollegen Jack Smith. Da er bei Apple keine Zukunft für sich sah, überredete er den als schüchtern geltenden Smith, der zu diesem Zeitpunkt bereits verheiratet und Vater zweier Kinder war, zur Gründung eines eigenen Unternehmens. Fortan arbeitete er für knapp zwei Jahre beim Start-up Firepower Systems, Inc. und gab die Hälfte seines damaligen Gehaltes an Jack Smith weiter, während die beiden an ihrem eigenen Projekt arbeiteten. Kurz davor hatte er das im Juli 1992 erschienene PowerBuilder für sich entdeckt, was ihm in weiterer Folge bei seinem Projekt weiterhalf.

### Erfolgsgeschichte mit Hotmail
Mitte 1995 begann Sabeer mit der Erstellung eines Geschäftsplans für eine netzbasierte persönliche Datenbank namens JavaSoft. Risikokapitalgeber standen dem Softwaremarkt jedoch skeptisch gegenüber. Als Smith und Bhatia im Dezember 1995 auf die Hotmail-Idee kamen, wurde JavaSoft in weiterer Folge praktisch zur Front von Hotmail. Da Bhatia von Beginn an wusste, dass Hotmail ein sehr erfolgversprechendes Konzept war, ging er lange Zeit sehr vorsichtig damit um; in Angst, ein wenig ethischer Risikokapitalgeber würde das Konzept ablehnen, es dann kopieren und als sein eigenes Konzept herausbringen. Deshalb stellte er anfangs nur JavaSoft vor und nutzte dieses als Deckmantel für Hotmail, das er danach nur ausgewählten Personen zeigte, die auch JavaSoft nicht abgeneigt gegenüberstanden. So stellte er sein JavaSoft-Konzept auch dem knapp ein Jahr älteren Steve Jurvetson von Draper Fisher Jurvetson vor, der im Jahre 1988 einen Bachelor, 1990 einen Master und 1995 einen MBA an der Stanford erworben hatte. Dieser lehnte JavaSoft ab, vor allem, weil Bhatia stets prognostizierte, dass sein Unternehmen schneller wachsen würde als alle anderen in der Geschichte. Dennoch stellte ihm Bhatia auch Hotmail vor, woraufhin Draper Fisher Jurvetson ein Angebot in der Höhe von 300.000 US-Dollar für 30 Prozent des Unternehmens (bei einer Bewertung von einer Million Dollar) vorlegte. Bhatia, dessen Konzept davor bereits bei über 20 anderen Risikokapitalgebern abgelehnt worden war, nahm dieses Angebot jedoch nicht an und forderte 300.000 US-Dollar für 15 Prozent des Unternehmens. Nachdem die Verhandlungen nicht weiter vorankamen, entschloss sich Bhatia das Treffen zu verlassen und erhielt am nachfolgenden Tag von Tim Draper, ebenfalls ein Stanford-Absolvent, und Steve Jurvetson einen Anruf, dass sie bereit wären, den Deal über 15 Prozent des Unternehmens zu akzeptieren.
Bhatia meinte später darüber: „Nur im Silicon Valley konnten zwei 27-jährige Männer 300.000 Dollar von Männern bekommen, die sie gerade kennengelernt hatten. Zwei 27-jährige Männer, die keine Erfahrung mit Konsumgütern hatten, die noch nie ein Unternehmen gegründet hatten, die noch nie jemanden geführt hatten, die noch keine Erfahrung mit Software hatten. Jack und ich waren Hardware-Ingenieure. Wir hatten nur die Idee.“ Die anfänglichen 300.000 Dollar waren für die Proof-of-Concept-Version, ein einfaches Softwaresystem, das im kleinen Maßstab funktioniert, bestimmt. Bhatia legte weiterhin großen Wert auf die Geheimhaltung seines Projektes und kaufte, um Papiere zu vernichten, eine Papierzerkleinerungsmaschine – da er Geld sparen musste, kaufte er für 15 US-Dollar die günstigste, die er finden konnte. Danach gelang es ihm, ohne Sicherheiten, die Imperial Bank davon zu überzeugen, ihm noch weitere 100.000 US-Dollar zu leihen. Weiterhin überzeugte er McLean Public Relations Hotmail im Austausch gegen Aktien zu vertreten, obwohl er zu diesem Zeitpunkt noch kein Produkt hatte und er darauf bestand, dass das Unternehmen auch noch nicht mit der PR beginnen sollte, da er zu diesem Zeitpunkt noch alles geheim halten wollte. Im Juni 1996, einen Monat vor der geplanten Markteinführung, ging Bhatia jedoch das Geld aus. Da er jedoch wusste, dass er den gesamten Einfluss auf die Investoren behalten würde, wenn er das Produkt eingeführt hatte, überzeugte er die 15 Mitarbeiter, die zu diesem Zeitpunkt bei ihm angestellt waren, in der nachfolgenden Zeit nur für Aktienoptionen zu arbeiten. Dieser Schritt war im Silicon Valley, in dem die Arbeitslosenquote nahe Null geht und die besten Jobs mit Bezahlung und Aktien verbunden sind, sehr außergewöhnlich. Wie Bhatia später oftmals sagte, bestand seine größte Leistung nicht darin, das Unternehmen aufzubauen, sondern darin, die Menschen davon zu überzeugen, dass sein Unternehmen wirklich bestand.
Am 4. Juli 1996, dem US-amerikanischen Unabhängigkeitstag, startete Hotmail offiziell. Der Tag wurde gewählt, um symbolisch die Freiheit der Internet Service Provider darzustellen. Bhatia und Smith glaubten auch, dass kostenlose E-Mails ein großartiges populistisches Werkzeug seien. In den ersten Stunden steigerte sich die Anzahl der neuen Benutzer um mehrere hundert Personen, von denen über 80 Prozent bei der Anmeldung angaben, von einem Freund von Hotmail erfahren zu haben. Im Herbst 1997 kamen sechs Vertreter von Microsoft vom Unternehmenssitz in Redmond, Washington, ins Silicon Valley, wo sie im kleinen Konferenzraum von Hotmail Bhatia gegenübersaßen und diesem ein zig Millionen schweres Angebot vorlegten. Nachdem dieser das Angebot abgelehnt hatte, kamen die Vertreter eine Woche später wieder zurück und waren danach jede Woche in den darauffolgenden zwei Monaten bei Hotmail. Danach flog er zusammen mit Smith und Steve Dowdy, einem weiteren Hotmail-Manager, zum Unternehmenssitz von Microsoft, wo er anfangs über den Campus geführt wurde und es ein Mittagessen mit dem Senior Vice President gab, ehe es zu einem Treffen mit Bill Gates, Laura Jennings und zwei weiteren Senior Managern kam. In der Folge stieg das Angebot von 200 Millionen US-Dollar, auf 250 Millionen und dann auf 300 Millionen, weshalb Bhatias Risikokapitalgeber, die riesige Renditen für ihre Investitionen erzielten wollten, ihn dazu drängten, bei den Verhandlungen vorsichtig zu sein. Nachdem man kurz davor stand, ein Angebot in der Höhe von 350 Millionen US-Dollar zu akzeptieren, sprach sich Bhatia dennoch dagegen aus. Am Silvesterabend 1997 wurde offiziell der Verkauf von Hotmail an Microsoft bekanntgegeben, wobei mit Bhatia Stillschweigen über die Verkaufssumme vereinbart worden war. Bei der S-3-Registrierung des Unternehmens wurde danach jedoch bekannt, dass das Eigentum an Hotmail im Tausch gegen 2.769.148 Microsoft-Aktien, die zu diesem Zeitpunkt einen Gegenwert von etwa 400 Millionen US-Dollar hatten, an Microsoft überging.

### Die Zeit nach dem Verkauf von Hotmail an Microsoft
Zum Zeitpunkt des Kaufs soll Hotmail bereits 8,5 Millionen Benutzer gehabt haben; acht Monate nach der Ankündigung des Verkaufs soll sich die Benutzerzahl bereits verdreifacht haben. Bhatia blieb bis zur endgültigen Übernahme durch Microsoft im Jahr 1998 CEO seines Unternehmens und arbeitete danach noch bis April 1999 für Microsoft, ehe er das Unternehmen verließ, um ein weiteres Start-up-Unternehmen zu gründen. Eigentlich hatte er eine dreijährige Verpflichtung (bis 2000), Hotmail für Microsoft zu leiten, unterzeichnet, stieg dann doch früher aus diesem Vertrag aus. Zum Zeitpunkt seines Ausstieges war Hotmail der weltgrößte E-Mail-Dienst und hatte bereits über 30 Millionen Benutzer. In den Jahren danach arbeitete Bhatia an verschiedenen Projekten und investierte selbst in diverse Start-ups und Projekte. So gründete er unter anderem in seiner Heimat Indien Arzoo.com, ein E-Commerce-Unternehmen, das von Mohammed Asif, einem erfolgreichen indisch-US-amerikanischen Banker bei J.P. Morgan, finanziert wurde. 2008 war er einer der Mitbegründer der Sabse Technologies, Inc., bei der er bis heute (Stand: 2020) als Chief Executive Officer (CEO) und Vorsitzender fungiert. Außerdem ist er der Besitzer von Nano Works Developers Private Limited und war im Jahre 2005 auch einer der Mitbegründer des Unternehmens Instant Collaboration Software Technologies Private Limited, als dessen Vorsitzender er seitdem auch im Amt ist. Darüber hinaus ist er CEO und Präsident der Gigabeat, Inc. Zu den neuen Unternehmen, die er gründete oder mitgründete, zählen unter anderem das seit 2003 existierende Netzwerksicherheitsunternehmen NeoAccel oder im Jahr 2006 die Toolbar BlogEverywhere.com.
Darüber hinaus war er Mitgründer von verschiedenen weiteren indischen Unternehmen wie InstaColl Ltd. im Jahre 2005, wo er seitdem auch den Vorsitz innehat. Beim französischen Unternehmen Viadeo war er ab 28. Februar 2011 als Board Observer eingetragen; das ehemals unabhängige und börsennotierte Unternehmen hatte zeitweise über 65 Millionen Mitglieder und war einer der größten Konkurrenten von LinkedIn und Xing, musste aber nach einer fehlgeschlagenen Internationalisierung Ende November 2016 Insolvenz ankündigen. Anderen Meldungen zufolge war er bereits seit September 2009 im Vorstand von Viadeo, nachdem die Franzosen das von Bhatia ins Leben gerufene soziale Netzwerk ApnaCircle.com aufgekauft hatten. Am 14. Juni 2009 wurde bekannt, dass Bhatia mit seinem 2008 gegründeten Unternehmen SabseBolo.com das seit dem Jahr 2005 in Menlo Park, Kalifornien, ansässige Social-Communications-Unternehmen Jaxtr für eine nicht näher definierte Summe gekauft hatte. Daraus entwickelte dieser den kostenlosen SMS-Dienst JaxtrSMS, der komplett in Indien entwickelt wurde und den er offiziell am 22. November 2011 in Mumbai vorstellte. Auch in den Jahren danach war er immer wieder an der Gründung von diversen Firmen beteiligt. Zuletzt wurde er im Jahr 2019 Chief Commercial Officer (COO) von Biscuit Labs aus San Francisco und gründete im Jahr 2020 ein weiteres sogenanntes Stealth-Start-up in Palo Alto.

## Auszeichnungen und Ehrungen (Auswahl)
Im Laufe seines Lebens wurde Bhatia bereits vielfach mit Preises und Ehrungen ausgezeichnet. 1997 erhielt er vom Risikokapitalgeber Draper Fisher Jurvetson den Preis als Entrepreneur of the Year. Vom in San Francisco ansässigen Magazin Upside, einem Geschäfts- und Technologiemagazin für Risikokapitalgeber, das von 1989 bis 2002 existierte, wurde er in die Elite 100, eine Liste der besten Trendsetter der New Economy, gewählt. Vom Massachusetts Institute of Technology, kurz MIT, erhielt er den TR100 Award, der an 100 junge Innovatoren, von denen erwartet wird, dass sie in den kommenden Jahren eine große Auswirkung auf die Entwicklung der Technologie erreichen könnten, verliehen wurde. Von der San Jose Mercury News und dem P.O.V.-Magazin wurde er als einer der zehn erfolgreichsten Unternehmer des Jahres 1998 ausgezeichnet. 2002 nahm ihn das TIME-Magazine in seine Liste der People to Watch im Bereich International Business auf. 2008 und nach anderen Quellen auch noch im Jahr 2009 wurde er, damals Vorsitzender von Bhatia Enterprises, vom Weltwirtschaftsforum in die Liste der Young Global Leaders aufgenommen.

## Privates
Im Jahr 2008 heiratete Bhatia seine langjährige Freundin Tanya Sharma, mit der er eine Tochter, Ariana, hat. Im Januar 2013 beantragten die beiden bei einem Gericht in San Francisco die Scheidung und gaben als Grund „unüberbrückbare Differenzen“ an.